# تیبو شاپل
تیبو شاپل (فرانسوی: Thibaud Chapelle‎؛ زادهٔ ۹ مهٔ ۱۹۷۷) قایقران روئینگ اهل فرانسه است.